# Ватерсхей Тор
«Ватерсхей Тор» (нід. Waterschei SV Thor) — бельгійський футбольний клуб із міста Генка, заснований 1919 року. 1988 року його було об'єднано з іншим клубом «Вінтерслаг», в результаті чого було створено клуб «Генк».

## Історія
Клуб був заснований у 1919 році під назвою «Waterschei's Sport Vereeniging Thor» (Ватерсхей'с Спорт Веренігінг Тор), девізом нового клубу стала фраза: «Tot Herstel Onzer Rechten», що перекладається як: «Щоб відновити свої права», ця фраза в назві клубу відображається в абревіатурі «Thor».
Лише в 1925 році команда стала членом бельгійської Футбольної асоціації, клуб став 533-ю зареєстрованою командою в Бельгії. Команда виступала в першому дивізіоні чемпіонату Бельгії в кінці 1950-х і на початку 1960-х років, в також в період з 1978 по 1986 роки. За цей час «Ватершей Тор» двічі вигравав кубок Бельгії у 1980 і 1982 роках, а також був фіналістом кубка Бельгії 1955 року. Примітно що остання перемога в кубку дала можливість участі у кубку володарів кубків УЄФА сезону 1982/83. Клуб успішно виступив у єврокубку і дійшов до півфіналу турніру, де команда поступилася шотландському «Абердину» по сумі двох зустрічей із рахунком 5:2.
У сезоні 1985/86 команда посіла 17-те місце і вилетіла у другий дивізіон. Через два сезони виступи у другому дивізіоні «Ватершей Тор» приєднався до клубу КФК «Вінтерслаг» для того, щоб створити новий клуб.

## Виступи у єврокубках
| Сезон   | Турнір       | Раунд | Клуб                  | Рахунок  |
| ------- | ------------ | ----- | --------------------- | -------- |
| 1980/81 | Кубок кубків | 1Р    | Омонія                | 3-1, 4-0 |
|         |              | 1/8   | Фортуна (Дюссельдорф) | 0-0, 0-1 |
| 1982/83 | Кубок кубків | 1Р    | Ред Бойз Діфферданж   | 7-1, 1-0 |
|         |              | 1/8   | Болдклуббен 1893      | 2-0, 4-1 |
|         |              | 1/4   | Парі Сен-Жермен       | 0-2, 3-0 |
|         |              | 1/2   | Абердин               | 1-5, 1-0 |

## Досягнення
- Кубок Бельгії:
  - Володар кубка (2): 1980, 1982.
  - Фіналіст кубка (1): 1955

## Відомі гравці
- Марк Еммерс
- Адрі ван Край
- Дірк Медвед